# An der Rechtschule
An der Rechtschule ist eine nur 85 Meter lange Straße in der Kölner Altstadt-Nord. In sie münden die Richartzstraße, die Drususgasse und die Mariengartengasse. Sie führt im Osten zum Wallrafplatz und endet im Westen an der Tunisstraße, einem Straßenzug der Nord-Süd-Fahrt. Südlich liegt der Kolpingplatz.

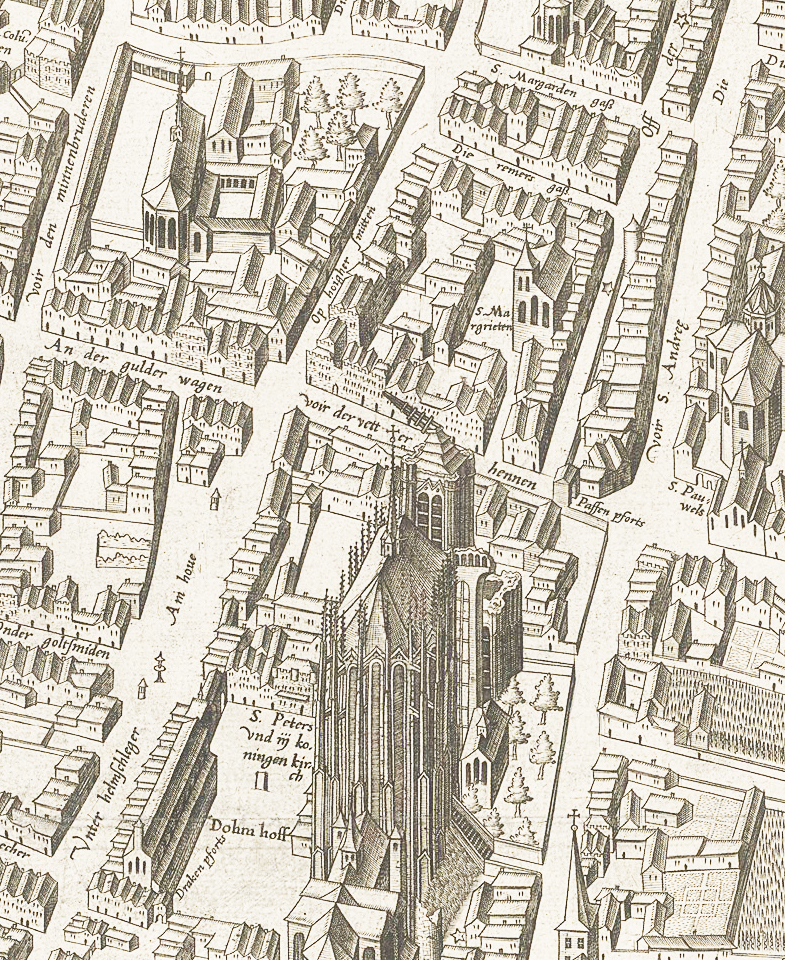
An der Rechtschule: In Arnold Mercators Kölner Stadtansicht von 1570 hieß sie „Op hoigher smitten“

## Geschichte

### Mittelalter

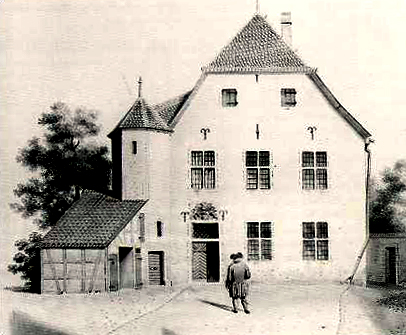
Die Kronenburse, ehem. Rechtschule um 1840

Die Straße An der Rechtschule hieß im Mittelalter Vogelstraße („platea vogelonis“) nach einem Grundbesitzer namens Herimannus Vogelo. In der Kölner Stadtansicht von 1570 bezeichnet Arnold Mercator sie als „Op hoigher smitten“ (An der hohen Schmiede). Im Kölner Stadtplan von 1752 ist sie als „Vor den Laurentianern“ verzeichnet.
Als erstes Bauwerk in der Gegend (am heutigen Kolpingplatz) entstand zwischen 1245 und 1260 ein Minoritenkloster, nachdem der Orden dort 1244 einen Anspruch auf ein Grundstück erworben hatten. Am heutigen Wallrafplatz, von dem die Straße An der Rechtsschule abzweigt, ist seit 1286 neben einem Haus „zum Bären“ („ad ursum“) ein Steinhaus („domus lapidea“) namens „domus pistrini ad ursum“ (Bäckerei zum Bären) belegt. Ebenfalls am heutigen Wallrafplatz (Straßenecke Unter Fettenhennen/An der Rechtschule) besaßen Siegburger Benediktiner 1487 mehrere Höfe („Siegburger Höfe“), nämlich „parva domus Syberg“ (das kleine Haus Siegburg) und „alia domus Syberg super angulum“ (das andere Haus Siegburg an der Ecke). Das Haus „zum Salzrump“ (Salztopf) hatte 1296 Johann Bischof von der Abtei Groß St. Martin zur Erbpacht erhalten; vor 1430 diente es als Tanzhaus, 1513 gehörte es Gerhard II. von Loe (Loen). Das „Wolfartzhaus“ in der Vogelstraße hatten 1313 Wolfardus de Elvervelde und seine Frau Hilla einem Beginenkonvent, der hier nach ihrem Tod eingerichtet werden sollte, geschenkt.
An der Rechtsschule befanden sich ab 1569 drei Bursen, nämlich die 1430 gestiftete Kronenburse („Collegium Hervordianum“), die am 22. September 1438 gegründete Burse zum hl. Hieronymus („Collegium sancti Hieronymi“) und die 1140 in der Komödienstraße (damals „Smirstraße“) gegründete Laurentianerburse, die 1569 hierhin umzog. Diese Einrichtungen waren Häuser, deren Studenten als Stipendiaten meist die juristische Fakultät wählten.
- Kronenburse: Die der Stadt zugefallenen Studienstiftungen (1430 vom Theologen Hermann Dwerg(h) aus Herford und 1431 von Johann von Vorburg aus Alkmaar) ermöglichten den umfangreichen Neubau der Juristenschule. Ihr Name, „Collegium Hervordianum“, geht auf den aus Herford stammenden Stifter zurück, der für die Ausbildung von 12 Schülern 6000 Rheinische Gulden zur Verfügung stellte. Die im städtischen „Haus Frechen“ untergebrachte Kronenburse (heutige Hausnr. 10; der Name ist von den am Giebel angebrachten drei Kronen abgeleitet[7]) trug das Stadtwappen, besaß spätestens seit 1449 einen Bibliotheksraum (mit angeketteten Büchern) und erfuhr erstmals 1477 eine Erweiterung durch das Vermächtnis des Loppo von Zieriksen, der der Fakultät das Haus „Spänheim“ an der in der Nähe gelegenen Straße Burgmauer vererbte.[8] Im Jahr 1631 folgte die Erweiterung um einen dreiachsigen Giebelbau; 1766 stand eine grundlegende Renovierung an. Die Kronenburse galt als hervorragender Ort für das Studium juristischer Fachliteratur. Das zu ihr gehörende Wohnhaus diente als Dienstwohnung der Juraprofessoren, letztmals wohl 1791 für den städtischen Syndikus Wilmes, dem letzten Dekan der Fakultät. Das Gebäude der Kronenburse stand in der Franzosenzeit ab 1797 leer; in das Gebäude zog später die Taubstummen-Anstalt des Johann Joseph Gronewald ein.
- „Collegium sancti Hieronymi“: Östlich der Kronenburse lag das Haus „zur Mühlen“ (zur Moelen; Hausnr. 8), in das das „Collegium Ruremundanum“ bei seiner Gründung im September 1438 einzog. Das von Propst Johannes von Löwen gegründete Collegium erhielt den Namen „Roermondsches Haus“ wegen seiner überwiegend aus Roermond stammenden Schüler und Studenten. Ein Umbau erfolgte 1687.
- Laurentianum: Das Laurentianum-Gymnasium, das 1422 durch den Theologen Laurentius Buninch an der heutigen Komödienstraße entstanden war,[9] verlegte im Herbst 1569 seinen Sitz in die Vogelstraße Nr. 3–9 an die Nordseite des Minoritenklosters,[10] da das vorherige Gebäude baufällig geworden war.[11] Es bezog ein Gebäude mit gemietetem Klostergarten, das es von den Minoriten erwarb und in Höhe der heutigen Mariengartengasse lag.[11] Erster Rektor im neuen Haus war Paulus von Roermond († 12. April 1585).

In der Vogelstraße befand sich seit August 1497 auch die von den Bursen genutzte Klosterdruckerei „retro minores“ (hinter den Minoriten), die ab 1504 dem Typografen Martin von Werden gehörte und ab 1516 von dessen Witwe, Elisabeth von Werden, betrieben wurde. Am 5. März 1590 verkauften die Minoriten aus Geldmangel das Klosterbackhaus (hinter „Haus Nideggen“ an der heutigen Richartzstraße) an Balthasar Behscheid.

### Neuzeit

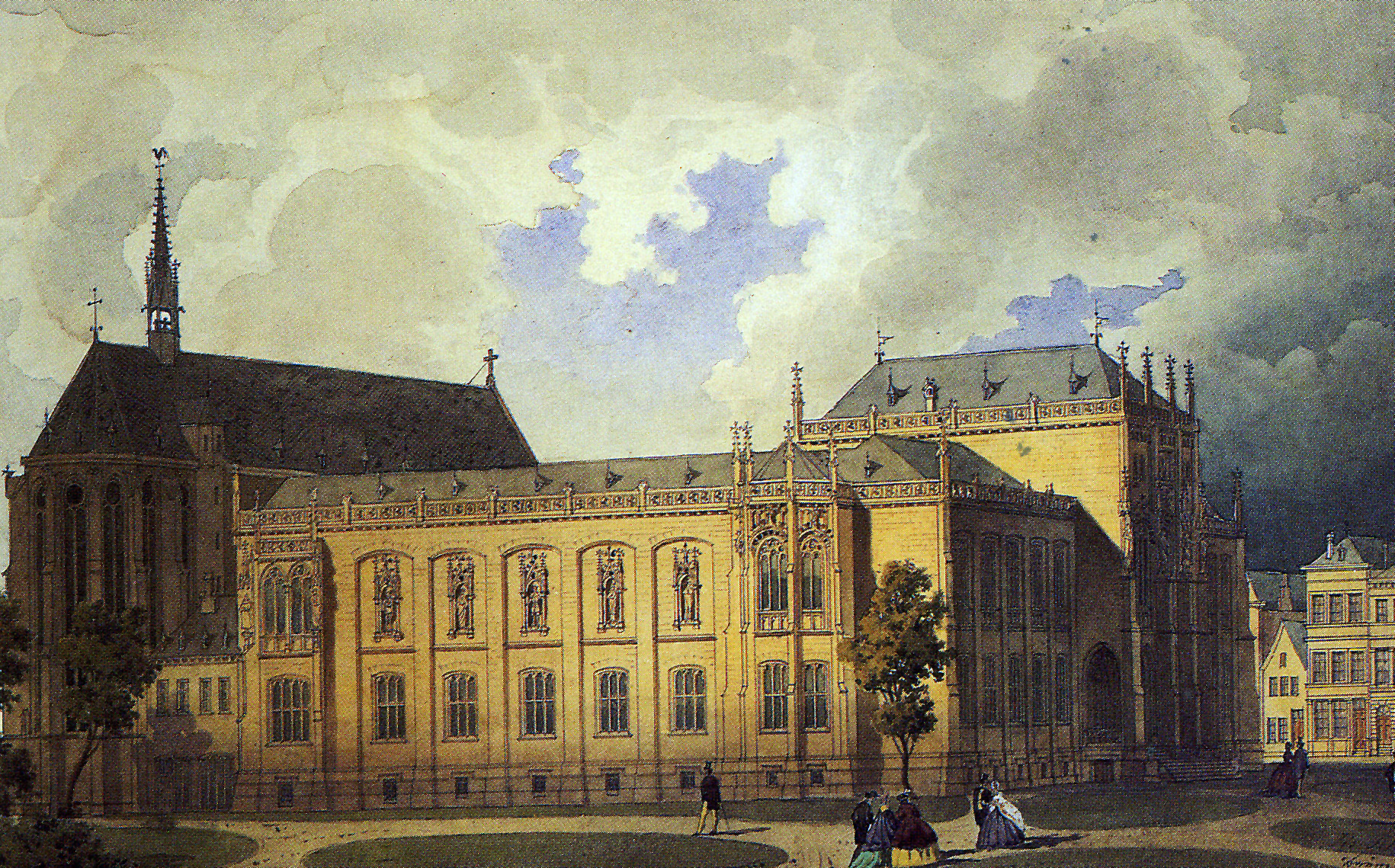
An der Rechtschule – Wallraf-Richartz-Museum (Aquarell von Josef Felten, 1861)

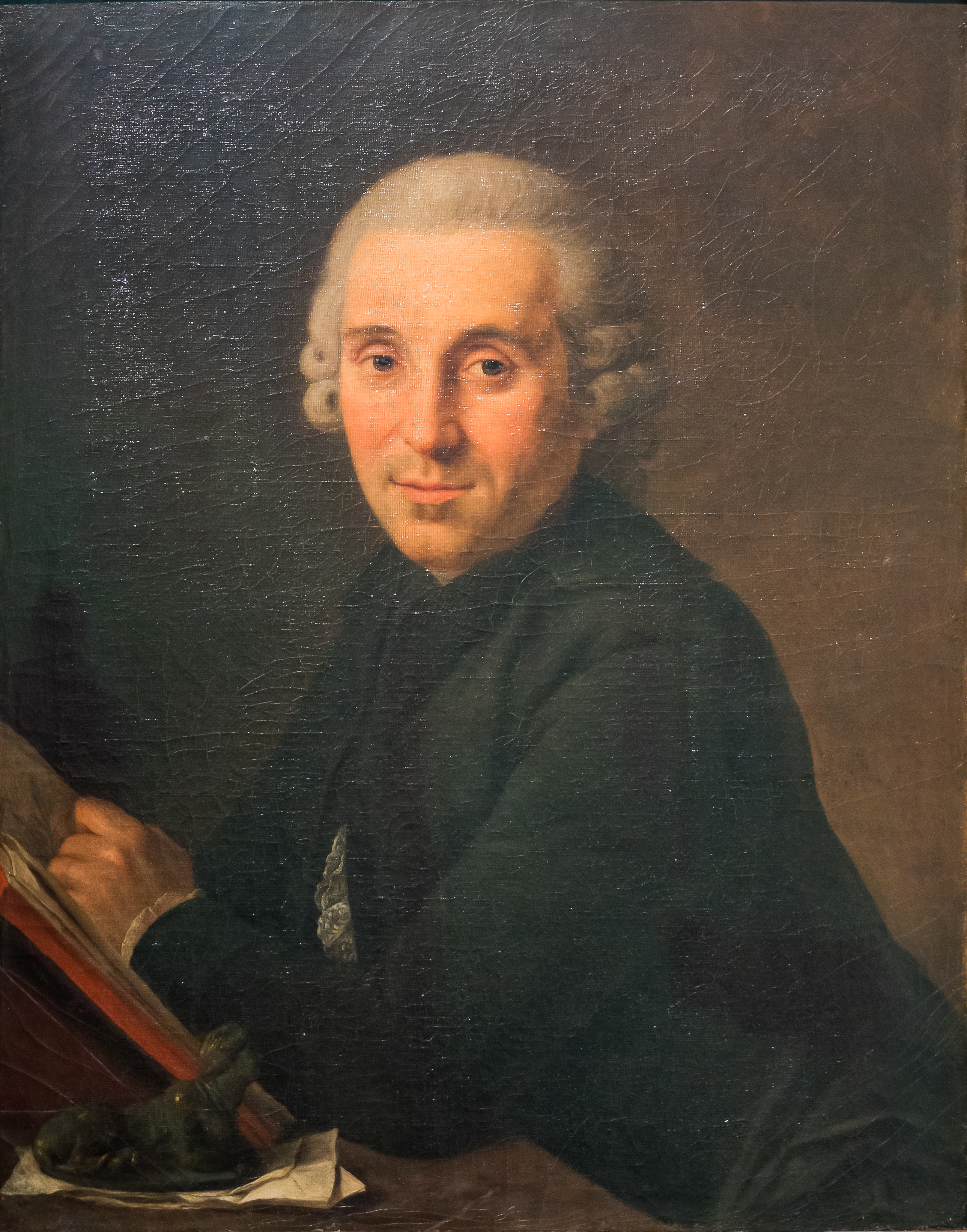
Ferdinand Franz Wallraf

In der Franzosenzeit trugen vom 1. Januar 1813 an alle Kölner Straßen die im Itinéraire de Cologne vermerkten Namen. Dafür hatte Ferdinand Franz Wallraf 1812 von der französischen Verwaltung den Auftrag erhalten, Straßennamen in französischer Sprache vorzuschlagen, die die historischen Zusammenhänge und die Bedeutung der früheren Bezeichnungen berücksichtigen sollten. Im Falle der Straße „An der Hohen Schmiede“ entschied sich Wallraf nicht wie in vielen anderen Fällen für eine wörtliche Übersetzung des alten Namens, sondern erinnerte an die Kronenburse und die Rechtsfakultät der von den Franzosen geschlossenen Kölner Universität. Er nannte die Straße „rue de l’ecole de droit“ (Straße der Rechtschule). Als ein preußisches Edikt vom 28. September 1816 die französischen Straßennamen abschaffte, entstand der neue deutsche Name „An der Rechtschule“.
Zwischen 1831 und 1846 befanden sich in Haus Nr. 1 die städtische Armenverwaltung und die Stadtsparkasse Köln. 1876 nahm die 1824 neu gegründete Kölner Dombauhütte ihren Betrieb in Nr. 2 auf. Das Kunstgewerbemuseum nahm am 16. Juli 1888 in der Kronenburse sein erstes Domizil, bevor es am 5. Mai 1893 das Overstolzenhaus und am 2. Mai 1900 ein neues Museumsgebäude am Hansaplatz bezog.
An der Südseite der Straße An der Rechtsschule eröffnete am 1. Juli 1861 das von Josef Felten und Julius Carl Raschdorff seit 1855 erbaute neugotische Wallraf-Richartz-Museum. Der Gebäudekomplex entstand um den Kreuzgang des ehemaligen Minoritenklosters. Die Sammlung des Museums umfasste die Sammlungen von Ferdinand Franz Wallraf und Matthias Joseph de Noël. Wallraf bemühte sich darum, die von den Franzosen aus Kirchen und Klöstern verbannten Kunstschätze vor ihrer Vernichtung zu bewahren. Seine rettende Sammelleidenschaft kam dem Museum zugute. Johann Heinrich Richartz finanzierte den Museumsbau, der im Zweiten Weltkrieg zerstört wurde.

### Nach 1945

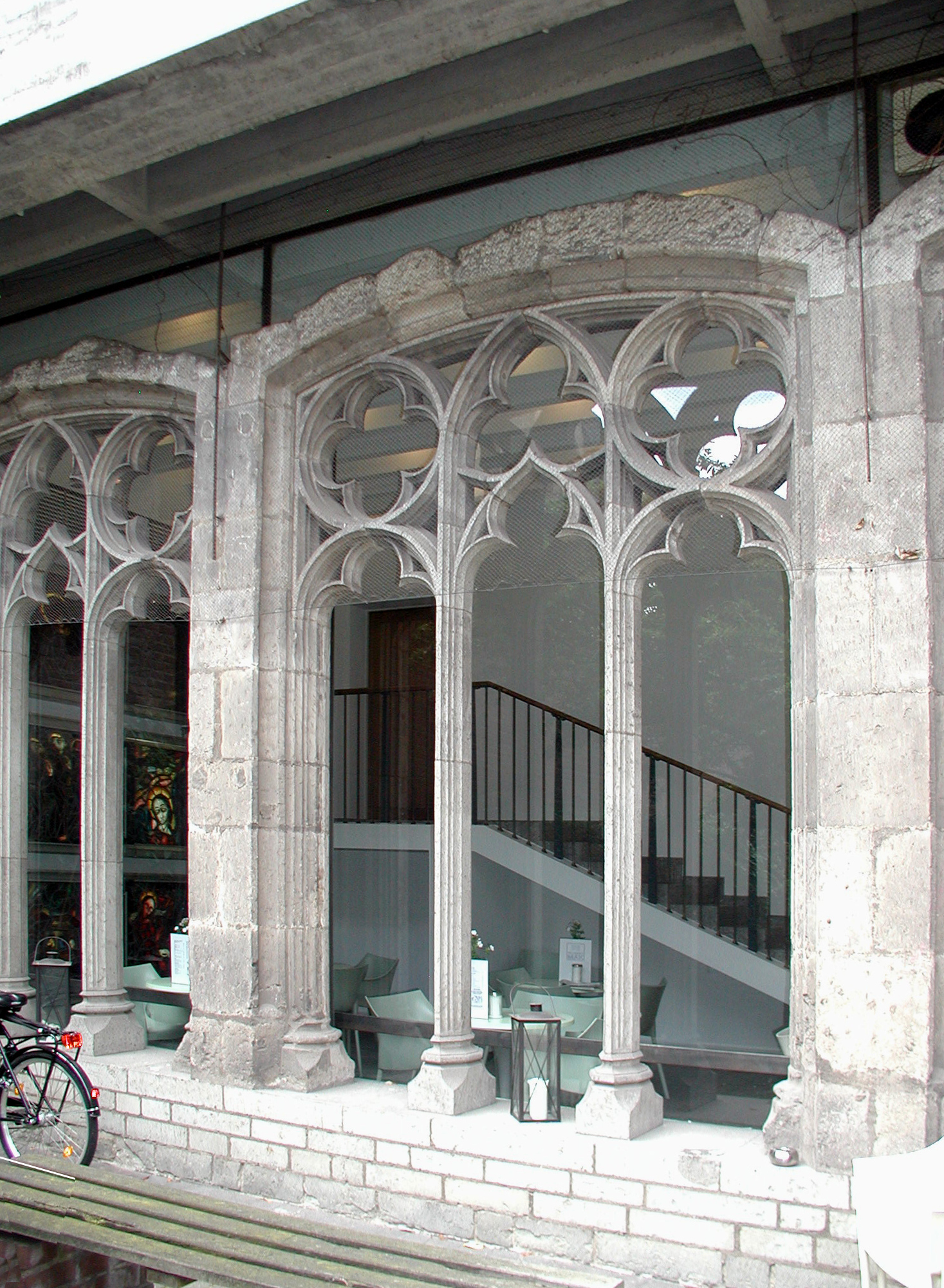
Kreuzgangrest des ehemaligen Minoritenklosters

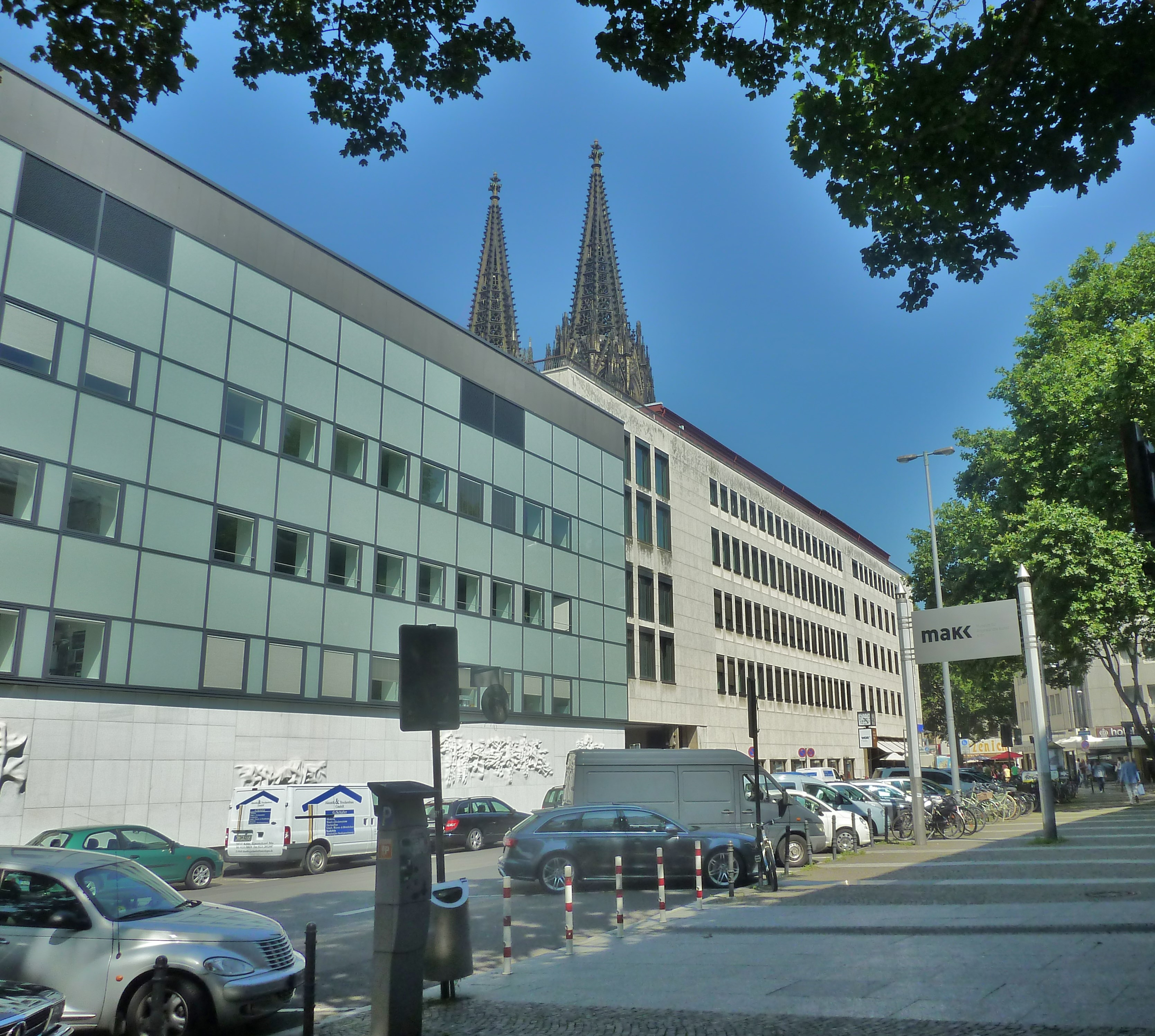
An der Rechtschule 2–4 (August 2014)

Ein von Rudolf Schwarz und Josef Bernard errichteter Museumsneubau eröffnete an Stelle des kriegszerstörten Gebäudes am 27. Mai 1957 und übernahm die weitgehend vor Bombenschäden gerettete Sammlung des Wallraf-Richartz-Museums. In das Gebäude ist weiterhin das Maßwerk des Westflügels des alten Minoritenklosters integriert. Vor dem Museum stehen die vom Bildhauer Wilhelm Albermann geschaffenen und am 1. April 1900 eingeweihten Denkmäler seiner Gründer und Mäzene.
1986 zog das Wallraf-Richartz-Museum in einen größeren Neubau am Rheinufer in unmittelbarer Nähe des Kölner Doms und des Römisch-Germanischen Museums. Die freiwerdenden Ausstellungsräume an der alten Rechtsschule übernahm nach aufwändiger Restaurierung das Museum für Angewandte Kunst; genau 101 Jahre nach seiner Gründung fand am 11. Juni 1989 an dieser Stelle seine Neueröffnung statt.

An der Rechtschule – Nordteil (1910)
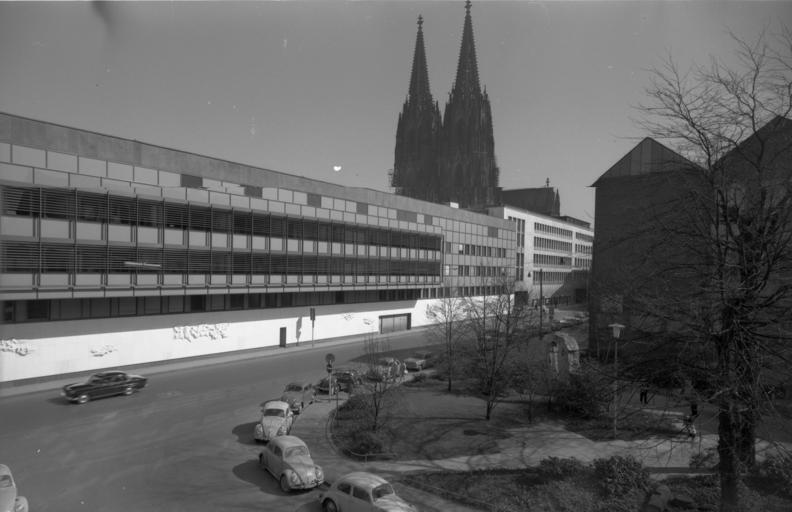
Das Fernseh-Studio-Gebäude „An der Rechtschule“ in Köln (März 1965), im Hintergrund der Kölner Dom
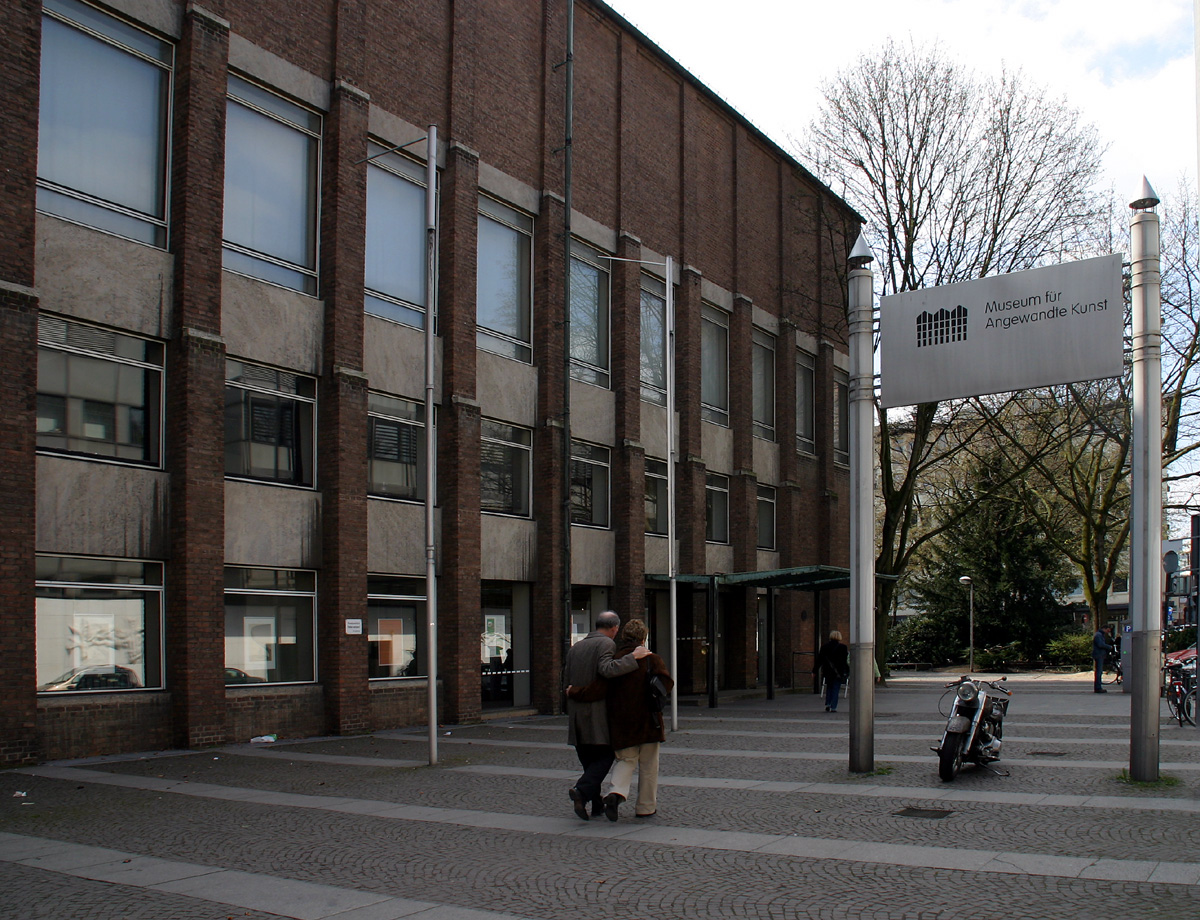
Museum für Angewandte Kunst
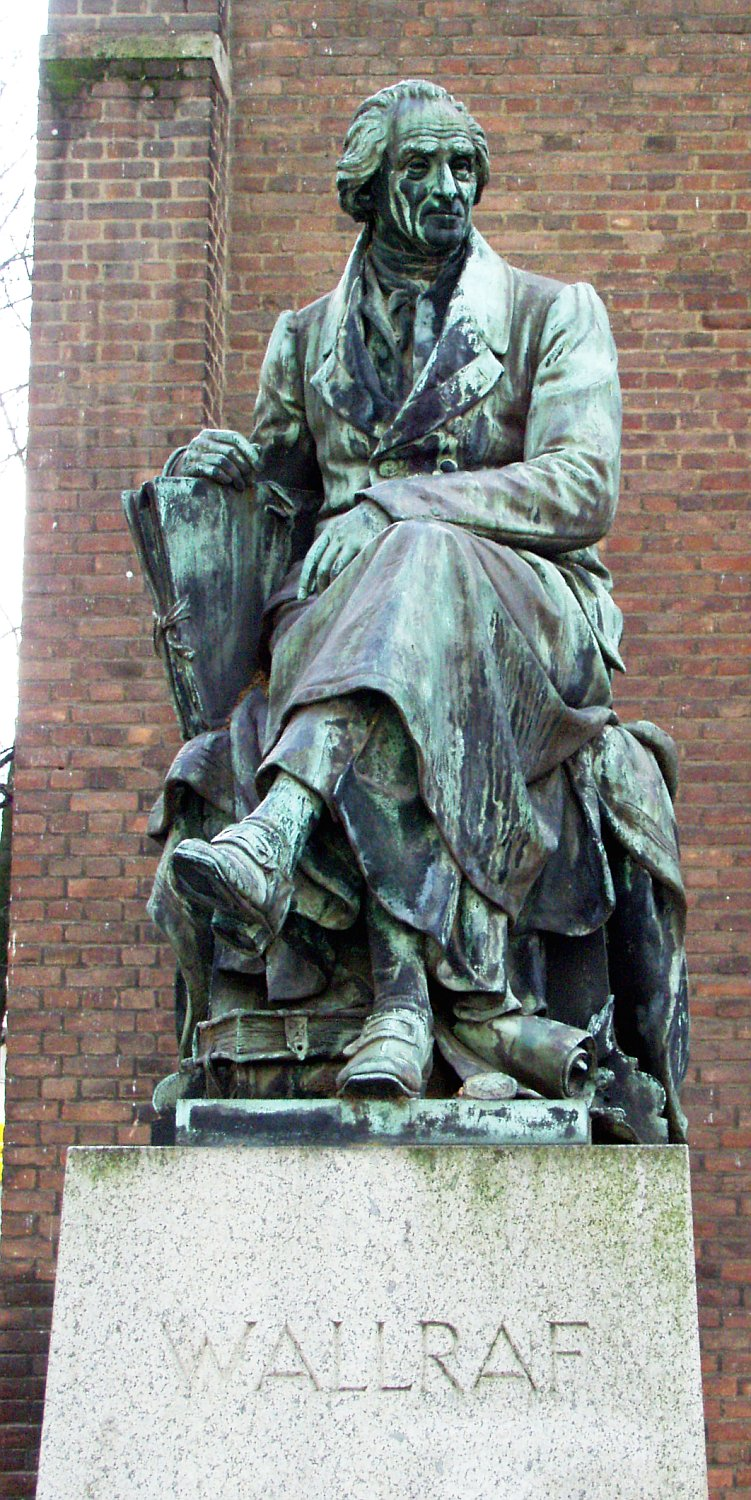
Wallraf-Denkmal, Museum für Angewandte Kunst
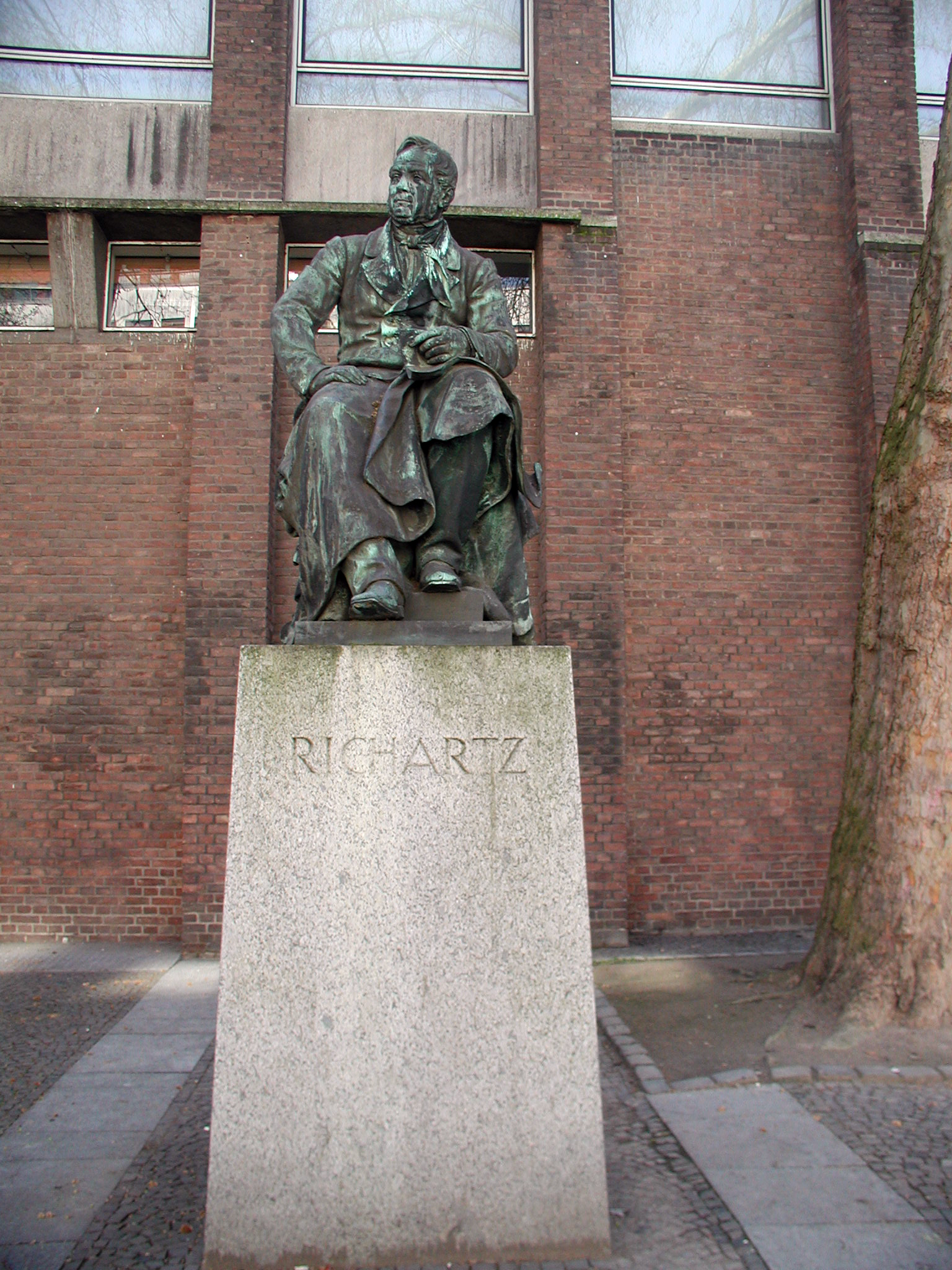
Richartz-Denkmal, Museum für Angewandte Kunst

Die Nordseite der Straße wird flankiert durch mehrere Gebäudegenerationen des WDR in Ost-West-Richtung. Ausgehend vom am 21. Juni 1952 eingeweihten Eckhaus Funkhaus am Wallrafplatz folgte im März 1965 das „Haus Rechtschule“ (Nr. 2) mit Fernsehstudios und das 1968 über die Tunisstraße gebaute „WDR Archivhaus“ (Nr. 4). Hier stand unter anderem das seit 1589 dem Brauer Michael Hermann gehörende „Haus zum Salzrump“, aus dem sich das Brauhaus „zum Salzrümpchen“ (Nr. 24) entwickelte. Seit 1898 gehörte es der „Hirsch-Brauerei Cöln“ aus Köln-Bayenthal. Es fiel – wie die gesamte Nordseite der Straße – den Bomben des Zweiten Weltkriegs zum Opfer.